# 吉川宏志
吉川 宏志（よしかわ ひろし、1969年1月15日 - ）は、日本の歌人。塔短歌会主宰。妻は歌人の前田康子。息子は映画監督の吉川鮎太。
宮崎県東郷町出身。宮崎県立宮崎大宮高等学校、京都大学文学部国文学科卒業。高校の教諭だった志垣澄幸の紹介で「塔」に入会し、永田和宏に師事。「京都大学短歌会」復興メンバーとなり、梅内美華子、島田幸典、林和清らと共に活動する。京都新聞歌壇選者、2023年度「NHK短歌」第3週選者。

## 経歴
- 1990年、「渚、夕なぎ」で第1回歌壇賞候補。
- 1994年、「妊娠・出産をめぐる人間関係の変容 －男性歌人を中心に」で第12回現代短歌評論賞を受賞。
- 1996年、『青蝉』で第40回現代歌人協会賞受賞。
- 2001年、『夜光』で第9回ながらみ現代短歌賞受賞。
- 2005年、「死と塩」で最年少で第41回短歌研究賞受賞。
- 2006年、『海雨』で第11回寺山修司短歌賞、第7回山本健吉文学賞を受賞。
- 2008年、『風景と実感』で第25回織田作之助賞最終候補に選ばれる。
- 2013年、『燕麦』で第11回前川佐美雄賞受賞。
- 2015年1月、永田和宏に代わって「塔」主宰に就任する。
- 2016年、『鳥の見しもの』で第21回若山牧水賞受賞。
- 2017年、『鳥の見しもの』で第9回小野市詩歌文学賞受賞。
- 2020年、『石蓮花』で第70回芸術選奨文部科学大臣賞[2][3]、第31回斎藤茂吉短歌文学賞受賞。
- 2024年、『雪の偶然』で第58回迢空賞受賞。

## 著作

### 歌集
- 『青蝉』（1995年刊、砂子屋書房）
- 『夜光』（2000年刊、砂子屋書房）
- 『セレクション歌人　吉川宏志集』（2005年刊、邑書林）
- 『海雨』（2005年刊、砂子屋書房）
- 『曳舟』（2006年刊、短歌研究社）
- 『西行の肺』（2009年刊、角川学芸出版）
- 『燕麦』（2012年刊、砂子屋書房）
- 『鳥の見しもの』（2016年刊、本阿弥書店）
- 『石蓮花』（2019年刊、書肆侃侃房）
- 『雪の偶然』（2023年刊、現代短歌社）

### 歌書等
- 『いま、社会詠は』（2007年刊、青磁社）
- 『風景と実感』（2008年刊、青磁社）
- 『対峙と対話』（大辻隆弘と共著、2009年刊、青磁社）
- 『読みと他者　短歌時評集二〇〇九－二〇一四』（2015年刊、いりの舎）
- 『時代の危機と向き合う短歌』（三枝昂之と共編、2016年刊、青磁社）